# Colonia Lázaro Cárdenas, La Huacana
Colonia Lázaro Cárdenas är en ort i Mexiko.   Den ligger i kommunen La Huacana och delstaten Michoacán de Ocampo, i den södra delen av landet, 290 km väster om huvudstaden Mexico City. Colonia Lázaro Cárdenas ligger 476 meter över havet och antalet invånare är 119.
Terrängen runt Colonia Lázaro Cárdenas är huvudsakligen kuperad. Colonia Lázaro Cárdenas ligger nere i en dal. Runt Colonia Lázaro Cárdenas är det glesbefolkat, med 16 invånare per kvadratkilometer. Närmaste större samhälle är La Huacana, 1,5 km nordost om Colonia Lázaro Cárdenas. I omgivningarna runt Colonia Lázaro Cárdenas växer huvudsakligen savannskog.